# Runenmilbe
Die Runenmilbe (Lebertia glabra) ist eine Art aus der Unterkohorte Süßwassermilben (Hydrachnidiae).
Männchen sind 0,8 Millimeter groß, Weibchen 1 Millimeter. Der Umriss ihres Körpers ist oval. Die Tiere sind gelb bis braun gefärbt und besitzen eine ledrige und charakteristisch skulpturierte Rückenhaut. Die Bauchseite der Tiere ist teilweise chitingepanzert. Auffällig ist die Einbuchtung der Stirn sowie die netzartigen Verbindungsstrukturen zwischen den Augen.
Die Runenmilben leben in Quellen sowie in den Oberläufen von Flüssen und sind weit verbreitet, in einigen Gewässern sogar sehr häufig. Die Art ist auf sommerkalte Gewässer angewiesen. Lebertia glabra ist ein Räuber und Nichtschwimmer.

## Synonyme
- Lebertia lineata Thor, 1906[1]